# فایروال سطح کاربرد
فایروال سطح کاربرد (به انگلیسی: Application-level gateway) که به آن سرویس دهنده پروکسی نیز گفته می‌شود، یک واسط بین یک ابزار بی‌سیم و شبکه محلی به همراه سرویس‌های موجود در آن است. هدف آن فراهم کردن مکانیزمی است که به کاربران اجازه می‌دهد برای هر شبکه یک پیکربندی ثابت و واحد را به کار ببرند. فایروال سطح کاربرد از سرویس‌های مسیردهی که به صورت محلی مورد نیاز سرویس‌های موجود در شبکه هستند، محافظت می‌کند.
در واقع به جای استفاده از یک مکانیزم چندمنظوره که به جریان‌های ترافیکی مختلف اجازه عبور می‌دهد، از هر مکانیزم با هدف خاص می‌توان برای هر کاربرد استفاده کرد. هرچند این کار ممکن است در ظاهر بی‌فایده به نظر برسد، اما احتمالاً نسبت به سایر گزینه‌ها امنیت بیشتری را فراهم می‌کند. در این صورت نگرانی در مورد تعاملات بر اساس مجموعه‌های مختلف قوانین فیلترینگ و مشکلات سیستم‌های مختلف که ظاهراً خدمات امن ارائه می‌دهند، از بین می‌رود و تنها تعداد محدودی از برنامه‌ها نیاز به بررسی دقیق دارند. استفاده از این نوع فایروال فایده دیگری نیز دارد که در برخی از محیط‌ها اهمیت زیادی دارد. این فایده این است که ثبت و کنترل کلیه ترافیک ورودی و خروجی از شبکه را تسهیل می‌کند. به عنوان مثال می‌توان از این مزیت به این صورت که ترافیک به سمت خارج اف‌تی‌پی تنها برای افراد مجاز قابل دسترسی باشد و پهنای باند مؤثر محدود باشد، بهره برد. هدف، جلوگیری از سرقت برنامه‌ها و داده‌های ارزشمند سازمان است. در حالی که کاربرد آن برای افراد داخل سازمان یعنی کسانی که می‌توانند به راحتی از فایل‌ها نسخه‌برداری کنند، محدود است اما یک سلاح قدرتمند در مقابل حمله‌کنندگان الکترونیکی یعنی کسانی که از دسترسی فیزیکی محروم هستند، می‌باشد.
به علاوه اکثر نرم‌افزارها و سرویس‌ها در اینترنت در حالت ذخیره و ارسال کار می‌کنند. از این منظر فایروال‌ها سطح کاربرد ارسال‌کنندگان مخصوص سرویس‌های مشخص هستند که اغلب در مود کاربر عمل می‌کنند تا در سطح پروتکل. زمانی که این سرویس‌ها روی فایروال اجرا می‌شوند، برای امنیت کلیه بخش‌های شبکه اهمیت دارند. از نمونه‌های مشکلات امنیتی که فایروال سطح کاربرد می‌تواند به وجود آورد می‌توان به مشکل ارسال ایمیلی اشاره کرد که از طریق کرم رایانه‌ای مورس منتشر شد. سایر فایروال‌های سطح کاربرد نظیر گذرگاه‌های اف‌تی‌پی و شبکه راه دور که روی دیواره‌های شرکت تجهیزات دیجیتالی آمریکا اجرا می‌شوند، تعاملی هستند. در حالت کلی اصطلاح فایروال سطح کاربرد برای توصیف نوعی از سرویس‌های ارسال‌کننده که روی یک فایروال اجرا می‌شوند، استفاده می‌شود.
فایروال‌های سطح کاربرد اغلب در ارتباط با سایر طراحی‌های مربوط به فایروال‌ها شامل تصفیه‌کننده بسته‌های اطلاعاتی و فایروال سطوح بالاتر شبکه مورد استفاده قرار می‌گیرند. روش فیلترینگی که استفاده می‌شود به نیازها و قوانین داخلی بستگی دارد. به عنوان مثال یک شبکه با تعداد زیادی رایانه شخصی احتمالاً نیاز به بررسی فایل‌های واردشونده از لحاظ وجود ویروس رایانه‌ای در آن‌ها دارد.

## کاربرد فایروال سطح کاربرد در دریافت ایمیل
ایمیل‌ها اغلب مستقل از فناوری انتخابی برای سایر قسمت‌های فایروال، از طریق یک فایروال سطح کاربرد عبور داده می‌شوند. در حقیقت گذرگاه ایمیل‌ها به خاطر سایر ویژگی‌های آن‌ها حتی بدون وجود یک فایروال ارزشمند هستند. کاربران می‌توانند یک آدرس را بدون توجه به اینکه از چه ماشینی استفاده می‌کنند، نگه دارند. ماشین‌های گذرگاه‌ها هم چنین باید راهکاری برای جلوگیری از ثبت ایمیل‌ها داشته باشند. بنابراین یک ناحیه مرکزی را برای نظارت بر رفتار سیستم ایمیل فراهم می‌کنند. به همین اندازه این مسئله برای مشخص کردن مسیر ایمیل‌های دریافتی از طریق یک گذرگاه اهمیت دارد. منطقی است که آدرس‌های ایمیل ثابت پذیرفته و پردازش شوند. فناوری‌های مختلفی مانند یویوسی‌پی می‌توانند برای تحویل ایمیل در داخل سازمان مورد استفاده قرار گیرند. در حقیقت، نیاز به گذرگاه ایمیل‌های واردشونده آنقدر واضح است که سامانه نام دامنه دارای یک ویژگی خاص با نام رکوردهای ام‌ایکس است که برای پشتیبانی از آن‌ها تعریف شده‌است. هیچ کاربرد دیگری یک مکانیزم تعریف شده برای دسترسی غیرمستقیم ندارد.

## مشکلات
مشکل اصلی فایروال سطح کاربرد نیاز به یک کاربر متخصص یا چندین رابط کاربر مختلف برای اکثر سرویس‌های موجود است. در عمل این مسئله بدان معناست که تنها مهم‌ترین سرویس‌ها پشتیبانی خواهند شد. این مسئله خوبی‌هایی را هم به همراه دارد؛ برنامه‌هایی که افراد اجرا نمی‌کنند به آن‌ها آسیب نمی‌رسانند. اما انطباق با فناوری‌های جدید را بسیار مشکل می‌کند. به علاوه کاربرد چنین گذرگاهی همراه با کاربردهایی مانند ایمیل و ایکس۱۱ که امکان تعیین مسیر به وجود می‌آورند، راحت‌ترین حالت ممکن است. در غیر این صورت، برنامه‌های کارخواه جدیدی باید فراهم شوند.
فایروال‌های سطح کاربرد نیازمندی‌های زیادی در زمینه قابلیت اطمینان، عملکرد و توسعه‌پذیری دارا می‌باشند و خود می‌توانند به یک نگرانی در زمینه تأمین امنیت تبدیل شوند. اغلب فایروال‌ها سطح کاربرد حساس و بحرانی روی نوعی میزبان استحکامات اجرا می‌شوند.